# Au royaume des crapules
Pour plus de détails, voir Fiche technique et Distribution.
Au royaume des crapules (Hoodlum Empire)  est un film policier américain réalisé par Joseph Kane.

## Synopsis
L'ancien gangster Joe Gray rejoint l'armée durant la Seconde Guerre mondiale, il y devient un héros et mène ensuite une vie respectable. Lorsqu'il est appelé devant un grand jury pour témoigner contre le crime organisé, ses anciens collègues décident de faire en sorte qu'il ne le fasse pas.

## Fiche technique
- Titre : Au royaume des crapules
- Réalisation : Joseph Kane
- Scénario : Bruce Manning, Bob Considine
- Musique : Nathan Scott
- Montage : Richard L. Van Enger
- Producteur : Herbert J. Yates
- Pays de production :  États-Unis
- Langue d'origine : anglais
- Genre : Drame, film policier
- Dates de sortie :
  - États-Unis : 15 avril 1952
  - France : 25 juillet 1952

## Distribution
| - Brian Donlevy, sénateur Bill Stephens - Claire Trevor, Connie Williams - Forrest Tucker, Charley Pignatalli - Vera Ralston, Marte Dufour - Luther Adler, Nick Mancani - John Russell, Joe Gray - Gene Lockhart, sénateur Tower - Grant Withers, révérend Simon Andrews - Taylor Holmes, Benjamin Lawton | - Roy Barcroft, Louis Draper - William Murphy, Pete Dailey - Richard Jaeckel, Ted Dawson - Don Beddoe, sénateur Blake - Roy Roberts, Chief Tayls - Richard Benedict, Tanner - Phillip Pine, Louis « Louie » Barretti - Damian O'Flynn, Ralph Foster - Pat Flaherty, Mikkelson - John Halloran, inspecteur Willard |